# Kenji Takahashi
Kenji Takahashi (jap. 高橋健二 Takahashi Kenji; ur. 13 lipca 1952 r.) – japoński kolarz torowy, brązowy medalista mistrzostw świata.

## Kariera
Największy sukces w karierze Kenji Takahashi osiągnął w 1981 roku, kiedy zdobył brązowy medal w sprincie indywidualnym zawodowców na mistrzostwach świata w Brnie. W zawodach tych wyprzedzili go jedynie jego rodak Kōichi Nakano oraz Gordon Singleton z Kanady. Był to jedyny medal wywalczony przez Takahashiego na międzynarodowej imprezie tej rangi. Nigdy nie brał udziału w igrzyskach olimpijskich.